# Sant’Andrea di Conza
Sant’Andrea di Conza község (comune) Olaszország Campania régiójában, Avellino megyében.

## Fekvése
A megye délkeleti részén fekszik. Határai: Conza della Campania és Pescopagano.

## Története
A település első írásos említése 1161-ből származik, amikor Gionata Balvano gróf tulajdona volt. A település a későbbiekben érseki birtok lett. Erődítménye a 16. században épült. A 19. században nyerte el önállóságát, amikor a Nápolyi Királyságban felszámolták a feudalizmust.

## Népessége
A népesség számának alakulása:

## Főbb látnivalói
- Sant’Andrea-templom
- San Michele-templom